# 伍德亞德 (伊利諾伊州)
伍德亞德（英語：Woodyard）是位於美國伊利諾伊州埃德加縣的一個非建制地區。該地的面積和人口皆未知。

## 地理
伍德亞德的座標為39°51′56″N 87°39′22″W / 39.86556°N 87.65611°W，而該地的平均海拔高度為205米（即673英尺）。